# Kolisch
Kolisch (絶対博士コーリッシュ?, Zettai Hakase Kolisch) è un manga scritto e disegnato da Yuki Kobayashi, pubblicato in Giappone nel 2008 dall'editore Kōdansha in 8 volumi. In Italia il manga è pubblicato da GP Publishing a partire da giugno 2010.

## Trama
Kolisch è un ragazzo di età indefinita, soprannominato lo scienziato oscuro per via del suo camice nero e per le sue grandi conoscenze scientifiche (basate sulla teoria della "scienza assoluta"). La sua sede è un negozietto, condiviso con Lee (il proprietario dell'emporio), in fondo ad un vicolo nascosto nella città di Tokyo, con l'aiuto della scienza, delle sue invenzioni e dei suoi due collaboratori Madoka e Asahi, è in grado di risolvere quelli che apparentemente sono i più grandi e strani misteri che incombono sulla città, arrivando alla comprensione della loro vera natura. Kolisch ama i fumetti e non si perde una puntata del misterioso cartone animato Cat Leaguer.

## Laboratori scientifici
- Almighty ("Scienza Onnipotente"), composto da Bigot, Dottor Rosenthal, Serkin, Agna
- U.S. White - n - science, composto da Leader Samson e altri due
- Lab Delta Witch ("Scienza Barocca"), composto da Marie Vierge e Barbara Vierge
- Laboratorio Scientifico Jumonji ("Scienza Meccanica"), composto da Sotaro Jumonji e Sei Jumonji
- Alkmaion, composto da Alkmaion 2 e Alkmaion 3
- Laboratory M, composto da Kill Her e Sharkan
- √+ɑ, composto da Root e Alkmaion(2)

## Personaggi
L'autore ha utilizzato per i personaggi nomi di musicisti, direttori di orchestra e cantanti a partire da Kolisch che è il nome di un violinista
Madoka ArashinoÈ l'assistente di Kolisch. Ha 16 anni. Gruppo sanguigno A. Le piacciono gli abiti a quadri, il rosso e il rosa. La frutta è il suo cibo preferito, e non sopporta il pesce sperlano.
Asahi TakeyamaÈ un esperto hacker. Ha 17 anni e frequenta il II anno di liceo. Gruppo sanguigno A. È alla disperata ricerca di suo padre. Se gli viene ordinato qualcosa non sa dire di no. Gli piace usare il pc, programmare, ed è amante dei succhi di frutta e cibi con salsa di soia.
Ajoy RakaÈ il fratello di Kolisch. Ha 22 anni. Gruppo sanguigno 0. Terra d'origine: India. Gli piace stare sottoterra. Non sopporta il sole. I suoi cibi preferiti sono quelli di mare.
Dottor RosenthalGruppo sanguigno B. Provenienza: Polonia.
John SerkinGruppo sanguigno AB. Provenienza: Repubblica Ceca. È soprannominato: Uomo gas e Uomo uccello.
BigotGruppo sanguigno: A. Provenienza: Francia.
Agna (09)Gruppo sanguigno speciale.
Clone della figlia di Rosenthal.
Rita Rosa CarneiroÈ la sorella maggiore di Kolisch e Ajoy. Ha 23 anni. Gruppo sanguigno AB. Gli ornamenti che ha in testa sono un set da disegno e per prendere appunti.
Monta JJÈ l'assistente di Rita Rosa. È un tipo molto misterioso proprio come Kolisch. I suoi cibi preferiti sono il formaggio e wasabi.
Marie ViergeGruppo sanguigno B. È una strega francese di 13 anni. È una scienziata della Scienza Barocca. Le piace guardare programmi televisivi e dipingere. Il suo cibo preferito è quello da fast food ed è negata nelle pulizie. In francese vierge significa Vergine.
Barbara ViergeGruppo sanguigno 0-. Ha 66 anni ed è anche lei una strega.
Sotaro JumonjiGruppo sanguigno A. È nato a Tokyo nel quartiere Ōta, ha 17 anni e frequenta il secondo superiore. Gli piace guardare la tv, specialmente le serie straniere.
Sei JumonjiGruppo sanguigno AB. È nato a Tokyo nel quartiere Ōta, ha 17 anni e frequenta il secondo superiore. Ama guardare le partite di baseball (tifa per i Chunichi Dragons). Gli piace mangiare la carne alla griglia.

## Altri personaggi
StrasserÈ un medico che faceva parte di Almighty.
Le GateauGoccia d'acqua divenuta "viva" tramite l'opera di molecole psicoplasmate.
Bell MarchScienziato dal prestigio mondiale.

## Volumi
| Nº | Titolo italiano Giapponese 「Kanji」 - Rōmaji | Data di prima pubblicazione | Data di prima pubblicazione             |
| Nº | Titolo italiano Giapponese 「Kanji」 - Rōmaji | Giapponese                  | Italiano                                |
| 1  | Kolisch 1 「絶対博士コーリッシュ 1」 | 2008                        | 27 giugno 2010 ISBN 978-88-6468-202-0   |
| 1  | Capitoli - Laboratorio 1. Amber Ghost - L'esperimento della trasformazione del defunto padre - Laboratorio 2. Le Gateau - L'esperimento della cattura della molecola psicoplasmata - Laboratorio 3. Alex - L'esperimento dell'estinzione dell'ATP - Laboratorio 4. Yellow Killers - L'esperimento dello sterminio dei super-virus                   |                             |                                         |
| 2  | Kolisch 2 「絶対博士コーリッシュ 2」 | -                           | 22 agosto 2010 ISBN 978-88-6468-203-7   |
| 2  | Capitoli - Laboratorio 5. Almighty - Prelude - Laboratorio 6. Good morning, Rosenthal - Laboratorio 7. Angel Zephyr - L'esperimento della neutralizzazione del gas-arma - Laboratorio 8. Ajoy Raka - L'esperimento dei guardiani dell'impero sotterraneo                                                                                            |                             |                                         |
| 3  | Kolisch 3 「絶対博士コーリッシュ 3」 | -                           | 28 novembre 2010 ISBN 978-88-6468-204-4 |
| 3  | Capitoli - Laboratorio 9. Bigot - L'esperimento del bio-imbestialimento - Laboratorio 10. Noah - L'esperimento dell'archeobatterio marino - Laboratorio 11. Ghost - L'esperimento dell'intrusione nell'isola sperduta - Laboratorio 12. Father Gravity - L'esperimento della liberazione della supergrvità                                          |                             |                                         |
| 4  | Kolisch 4 「絶対博士コーリッシュ 4」 | -                           | 27 febbraio 2011 ISBN 978-88-6468-205-1 |
| 4  | Capitoli - Laboratorio 13. Monta JJ - L'esperimento della caverna immorale - Laboratorio 14. Red Dragon - L'esperimento dell'adunata onnipotente - Laboratorio 15. End of Almighty - L'esperimento della sublimazione dei vecchi rancori - Laboratorio 16. School Worm - L'esperimento del rombo dei parassiti                                      |                             |                                         |
| 5  | Kolisch 5 「絶対博士コーリッシュ 5」 | -                           | 24 aprile 2011 ISBN 978-88-6468-206-8   |
| 5  | Capitoli - Laboratorio 17. Rita Rosa - L'esperimento del guardiano della necropoli - Laboratorio 18. Lonsdaleite - L'esperimento della frantumazione della materia indistruttibile - Laboratorio 19. Bell March note - Laboratorio 20. Invisible Ticket - L'esperimento della cattura del mantello invisibile                                       |                             |                                         |
| 6  | Kolisch 6 「絶対博士コーリッシュ 6」 | -                           | 6 agosto 2011 ISBN 978-88-6468-207-5    |
| 6  | Capitoli - Laboratorio 21. Survivor Test - L'esperimento della caccia al meteorite - Laboratorio 22. Second Subject - L'esperimento dell'amicizia al Polo Sud - Laboratorio 23. White Hand - L'esperimento finale al Polo Sud - Laboratorio 24. Echo the Seal - L'esperimento dell'eco delle onde ultrasoniche                                      |                             |                                         |
| 7  | Kolisch 7 「絶対博士コーリッシュ 7」 | -                           | 22 ottobre 2011 ISBN 978-88-6468-208-2  |
| 7  | Capitoli - Laboratorio 25. Pentagon Mare - Laboratorio 26. Aqua Material - L'esperimento del controllo dei dinosauri - Laboratorio 27. The Administrator - L'esperimento dell'ipnosi del cervello artificiale - Laboratorio 28. Padpra Athletic - L'esperimento della fiducia tra scienziato e assistente                                           |                             |                                         |
| 8  | Kolisch 8 「絶対博士コーリッシュ 8」 | -                           | 17 dicembre 2011 ISBN 978-88-6468-585-4 |
| 8  | Capitoli - Laboratorio 29. Pride of Science - L'esperimento dell'arresto del sole artificiale - Laboratorio 30. Through the Gauze - L'esperimento dell'invasione spaziotemporale - Laboratorio 31. Absolute Dreamer - L'esperimento della tutela del futuro - Laboratorio finale. Return to the Back Alley - L'esperimento del ritorno al vicoletto |                             |                                         |